# AsteroidOS
AsteroidOS是一个为智能手表设计的开放源代码操作系统。它可作为一些Android Wear设备固件的替代品。

## 软件架构
AsteroidOS使用OpenEmbedded构建一个嵌入式Linux发行版。它以Linux内核和systemd服务管理器为基础运行。AsteroidOS也包含各种移动Linux中间件（如为Mer和Nemo Mobile开发的lipstick（页面存档备份，存于）和MCE（页面存档备份，存于））。
它的用户界面完全使用Qt5框架编写。应用程序则以出自Qt Quick和QML-Asteroid（页面存档备份，存于）的QML图形组件编写。可以从OpenEmbedded生成一个有交叉编译工具链、集成到Qt Creator的SDK以便于开发。

## 附带的应用
在Alpha 1.0版本中，AsteroidOS默认包含并预装下列应用程序：
- Agenda（页面存档备份，存于）：提供简单的事件调度
- Alarm Clock（页面存档备份，存于）：使手表在一天的特定时间振动
- Calculator（页面存档备份，存于）：允许进行基本计算
- Music（页面存档备份，存于）：控制设备间同步的音乐播放器
- Settings（页面存档备份，存于）：配置时间、日期、语言、蓝牙、亮度、壁纸、表面和USB
- Stopwatch（页面存档备份，存于）：测量经过时间
- Timer（页面存档备份，存于）：指定时间计数器
- Weather（页面存档备份，存于）：提供五天天气预报